# ウォキショー (ウィスコンシン州)
ウォキショー（英: Waukesha、[ˈwɔːkɪʃɔː]、WAW-kə-shaw） は、アメリカ合衆国ウィスコンシン州の都市。ウォキショー郡の郡庁所在地である。人口は7万1158人（2020年）。ミルウォーキー都市圏に含まれる。

## 歴史
ウォキショーの周辺にヨーロッパ人が最初に定住したのは1834年で、モリス・D・カトラーが最初の定住者だった。当時、この辺りには鬱蒼とした原生林と大草原が広がっているのみであった。住民は農場を整備し、道路を建設し、市庁舎を建て、郵便の配達ルートを定めた。
1846年までに、ウォキショー周辺はプレーリービル村として法人化された。
1847年2月8日、村名は「ウォキショー」に変更され、1896年には市となった。
新たなウォキショー市の最初の市長に任命されたのはジョン・ブレームで、1896年1月から4月まで市長を務めた。

### 市名の由来
長年にわたり、市名の由来となったのはアルゴンキン語族で「キツネ」や「小さいキツネたち」を表す言葉だと信じられていたが間違いだった。正しくはオジブウェー語の固有名詞Waagoshagまたはポタワトミー語のWau-tshaが英語化したものである。Wau-tsha（Wauk-tsha または Wauke-tshaとも書かれる）は、ヨーロッパ人がこの地域に移住してきた頃の部族の酋長であった。
このことは、この地域の初期の住民で歴史家のインクリーズ・A・ラップハムによって裏付けられている。ラップハムによれば、「キツネ」を意味する言葉はpishtakaという。カトラーはWau-tshaについて、「背が高くがっしりしており、誇り高く、堂々とした態度で友好的」と表現した。

### 「スプリング・シティ」

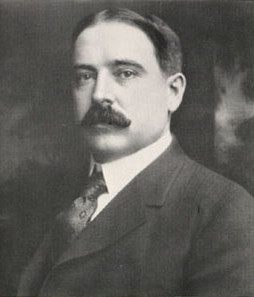
シアーズの創業者、リチャード・W・シアーズ。 晩年をウォキショー近郊で過ごした。

シカゴの初期の開拓者マシュー・ラフリンはウォキショーに資本や仕事をもたらした。彼はファウンテン・スプリング・ハウスの経営者となり、ウィスコンシンのリゾート地としての市の基礎を作った。ウォキショーはかつて非常に澄んでいて美味しい水で知られており、「スパ・タウン」と呼ばれていた。他にも「スプリング・シティ」、「西のサラトガ」などのニックネームを付けられた
。
クリスティーン・アダムス・ウェントによると、1868年、糖尿病患者のコロネル・リチャード・ダンバーは彼の姉妹が購入した土地の一区画を視察していたところ、後にベセスダ・スプリングと名づけられた泉に薬効成分があることを偶然発見した。
ウェントは1872年までに以下のような報告をした。「泉は苦しんでいる群衆の間で人気となっており、市は彼らに対処するのには準備不足だと地域の新聞は伝えた。隔週刊の『ウィスコンシン（ミルウォーキー）』1872年7月31日号では、「ホテルは500人の宿泊客でいっぱいで、不思議な水から利益を得ようとする家族も散在している」と報じられた。
「癒しの水」は非常に高く評価されており、1893年のシカゴ万博に訪れる人を楽しませるために、市とシカゴの間にパイプラインを建設する試みが議論されたこともあった。雑誌『タイム』によれば、「叔父から泉を譲り受けたチャールズ・ウェルシュはこの計画を考え出したが、パイプを数マイル敷設したところでコストが高すぎることに気づいた」という
。
シアーズの創業者、リチャード・W・シアーズもウォキショーの水に魅せられていた可能性がある。彼は病気により1908年にリタイアし、『ニューヨーク・タイムズ』によれば「晩年をウォキショーのそばの広大な農場で過ごした」という。1914年、シアーズはブライト病（腎臓病）により亡くなり、約2000万ドルと見積もられる不動産が遺された
。
年月を重ねるにつれて、天然の泉は汚染されてその価値を損ない、そして干上がっていった。帯水層からくみ上げられる水には連邦の基準を超えるラジウムが含まれていた。
2013年、市はミシガン湖から水を引くことへの承認を求めた。
ウォキショーはミシガン湖の流域外に位置しているために、2008年の五大湖州間協定（Great Lakes Compact）により、イリノイ州、インディアナ州、ミシガン州、ミネソタ州、ニューヨーク州、オハイオ州、ペンシルバニア州の各州の同意なしには取水をする資格がない。
2015年9月時点では、ウィスコンシン州知事スコット・ウォーカーの同意を得るのみにとどまっている。

### フットボールの歴史

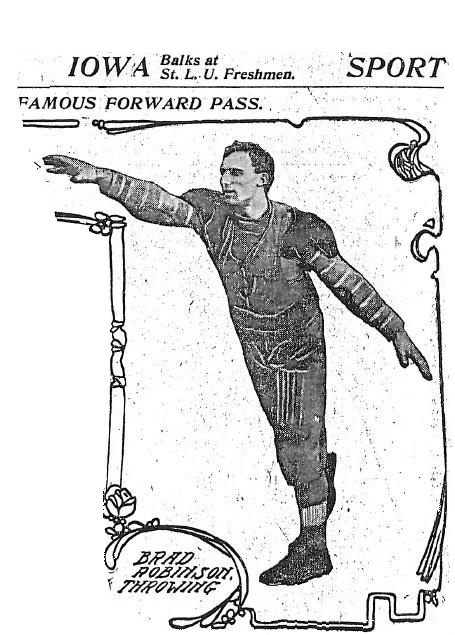
1906年、史上初のスローフォワードの反則をウォキショーで犯したブラッド・ロビンソン。

1906年9月5日、ウォキショーのキャロル大学で行われたセントルイス大学とのアメリカンフットボールチームとの試合で、アメリカのスポーツの歴史において最も重要な「最初の」出来事の一つが起こった。セントルイス大学のハーフバック、ブラッドベリー・ロビンソンがアメリカンフットボールの歴史で初めてスローフォワードの反則をこの試合で犯した。
キャロル大学の選手や地元のファンは唖然とした。試合はセントルイス大学が22-0で勝利した。

### ナイキ計画
冷戦中、市と近郊のウォキショー郡マスキーゴ市、ラノン村の3か所にナイキミサイルが配置された。ウォキショー市の現在のヒルクレスト・パークにあたる場所では、1956年から1970年まで、アメリカ陸軍、後にウィスコンシン州軍が指令・制御センターを運営した。ミサイルの格納庫はクリーブランド・アベニューとウィスコンシン州道164号線の角の周辺にあった。
当初は核兵器ではないMIM-3が配置されたが、後に核弾頭を搭載したハーキュリーズが配置された。ハーキュリーズは第二次世界大戦中に長崎に投下された原子爆弾と同程度の核弾頭を搭載できる。冷戦博物館中西部支部はヒルクレスト・パークを地域の冷戦博物館として保存し、退役軍人を称え、犠牲者を追悼することを促してきた。

## 地理・気候
ウォキショーはウィスコンシン州の南東部、ウォキショー郡のほぼ中央に位置する。ミルウォーキーからは西へ29km離れている。またマディソンからは東へ95km離れている。市はブルックフィールド市、ブルックフィールド町、ジェネシー町、ニューベルリン市、ピウォーキー市、ピウォーキー村、デラフィールド町、ウォキショー町に接している。
アメリカ合衆国国勢調査局によると、市域全面積は25.07平方マイル (64.93 km2)で、このうち陸地が24.81平方マイル (64.26 km2)、水域が0.26平方マイル (0.67 km2)である。
市内をフォックス川が流れている。フォックス川はメノミニーフォールズが源流で、イリノイ川に合流する。
ケッペンの気候区分によれば湿潤大陸性気候に分類される。
| ウォキショー (1981年～2010年の平均)の気候 | ウォキショー (1981年～2010年の平均)の気候 | ウォキショー (1981年～2010年の平均)の気候 | ウォキショー (1981年～2010年の平均)の気候 | ウォキショー (1981年～2010年の平均)の気候 | ウォキショー (1981年～2010年の平均)の気候 | ウォキショー (1981年～2010年の平均)の気候 | ウォキショー (1981年～2010年の平均)の気候 | ウォキショー (1981年～2010年の平均)の気候 | ウォキショー (1981年～2010年の平均)の気候 | ウォキショー (1981年～2010年の平均)の気候 | ウォキショー (1981年～2010年の平均)の気候 | ウォキショー (1981年～2010年の平均)の気候 | ウォキショー (1981年～2010年の平均)の気候 |
| 月                                        | 1月                                       | 2月                                       | 3月                                       | 4月                                       | 5月                                       | 6月                                       | 7月                                       | 8月                                       | 9月                                       | 10月                                      | 11月                                      | 12月                                      | 年                                        |
| ----------------------------------------- | ----------------------------------------- | ----------------------------------------- | ----------------------------------------- | ----------------------------------------- | ----------------------------------------- | ----------------------------------------- | ----------------------------------------- | ----------------------------------------- | ----------------------------------------- | ----------------------------------------- | ----------------------------------------- | ----------------------------------------- | ----------------------------------------- |
| 最高気温記録 °F （°C）                    | 62 (17)                                   | 66 (19)                                   | 82 (28)                                   | 91 (33)                                   | 101 (38)                                  | 101 (38)                                  | 109 (43)                                  | 102 (39)                                  | 101 (38)                                  | 88 (31)                                   | 78 (26)                                   | 68 (20)                                   | 109 (43)                                  |
| 平均最高気温 °F （°C）                    | 27.8 (−2.3)                               | 31.9 (−0.1)                               | 43.1 (6.2)                                | 56.4 (13.6)                               | 67.8 (19.9)                               | 78.0 (25.6)                               | 81.9 (27.7)                               | 79.9 (26.6)                               | 72.7 (22.6)                               | 59.8 (15.4)                               | 45.4 (7.4)                                | 31.5 (−0.3)                               | 56.4 (13.6)                               |
| 平均最低気温 °F （°C）                    | 10.7 (−11.8)                              | 14.4 (−9.8)                               | 23.5 (−4.7)                               | 35.0 (1.7)                                | 45.0 (7.2)                                | 54.8 (12.7)                               | 59.8 (15.4)                               | 58.6 (14.8)                               | 49.8 (9.9)                                | 38.3 (3.5)                                | 27.7 (−2.4)                               | 15.4 (−9.2)                               | 36.1 (2.3)                                |
| 最低気温記録 °F （°C）                    | −29 (−34)                                 | −28 (−33)                                 | −14 (−26)                                 | 7 (−14)                                   | 25 (−4)                                   | 29 (−2)                                   | 41 (5)                                    | 35 (2)                                    | 25 (−4)                                   | 7 (−14)                                   | −9 (−23)                                  | −28 (−33)                                 | −29 (−34)                                 |
| 降水量 inch （mm）                        | 1.45 (36.8)                               | 1.42 (36.1)                               | 1.78 (45.2)                               | 3.39 (86.1)                               | 3.49 (88.6)                               | 4.36 (110.7)                              | 3.85 (97.8)                               | 4.58 (116.3)                              | 3.39 (86.1)                               | 2.61 (66.3)                               | 2.48 (63)                                 | 1.81 (46)                                 | 34.61 (879.1)                             |
| 降雪量 inch （cm）                        | 12.3 (31.2)                               | 8.6 (21.8)                                | 5.6 (14.2)                                | 1.8 (4.6)                                 | 0 (0)                                     | 0 (0)                                     | 0 (0)                                     | 0 (0)                                     | 0 (0)                                     | .1 (0.3)                                  | 1.6 (4.1)                                 | 10.1 (25.7)                               | 40.0 (101.6)                              |
| 平均降水日数 （≥0.01 in）                 | 9.2                                       | 7.5                                       | 7.9                                       | 10.7                                      | 11.8                                      | 10.7                                      | 9.4                                       | 9.1                                       | 8.8                                       | 9.4                                       | 8.8                                       | 9.5                                       | 112.8                                     |
| 平均降雪日数 （≥0.1 in）                  | 6.8                                       | 5.1                                       | 3.5                                       | 1.0                                       | 0                                         | 0                                         | 0                                         | 0                                         | 0                                         | .1                                        | 1.1                                       | 6.2                                       | 23.8                                      |
| 出典：NOAA                                |                                           |                                           |                                           |                                           |                                           |                                           |                                           |                                           |                                           |                                           |                                           |                                           |                                           |

## 人口動態
以下は2010年国勢調査による人口統計データである。
| 基礎データ - 人口: 70,718人 - 世帯数: 28,295 世帯 - 家族数: 17,506 家族 - 人口密度: 1,100.5人/km2（2,850.4人/mi2） - 住居数: 29,843 軒 - 住居密度: 464.4軒/km2（1,202.9 軒/mi2） 人種別人口構成 - 白人: 88.1% - アフリカン・アメリカン: 2.3% - ネイティブ・アメリカン: 0.4% - アジア人: 3.5% - その他の人種:3.5% - 混血: 2.1% - ヒスパニック・ラテン系: 12.1% | 年齢別人口構成 - 18歳未満: 23.7% - 18-24歳: 10.8% - 25-44歳: 30.4% - 45-64歳: 24.7% - 65歳以上: 10.6% - 年齢の中央値: 34.2歳 - 性比 - 男性: 49.0% - 女性: 51.0% 世帯と家族（対世帯数） - 18歳未満の子供がいる: 32.1% - 結婚・同居している夫婦: 46.9% - 未婚・離婚・死別女性が世帯主: 10.7% - 未婚・離婚・死別男性が世帯主: 4.3% - 非家族世帯: 38.1% - 単身世帯: 30.3% - 65歳以上の老人1人暮らし: 9.3% - 平均構成人数 - 世帯: 2.40人 - 家族: 3.02人 |

## 経済

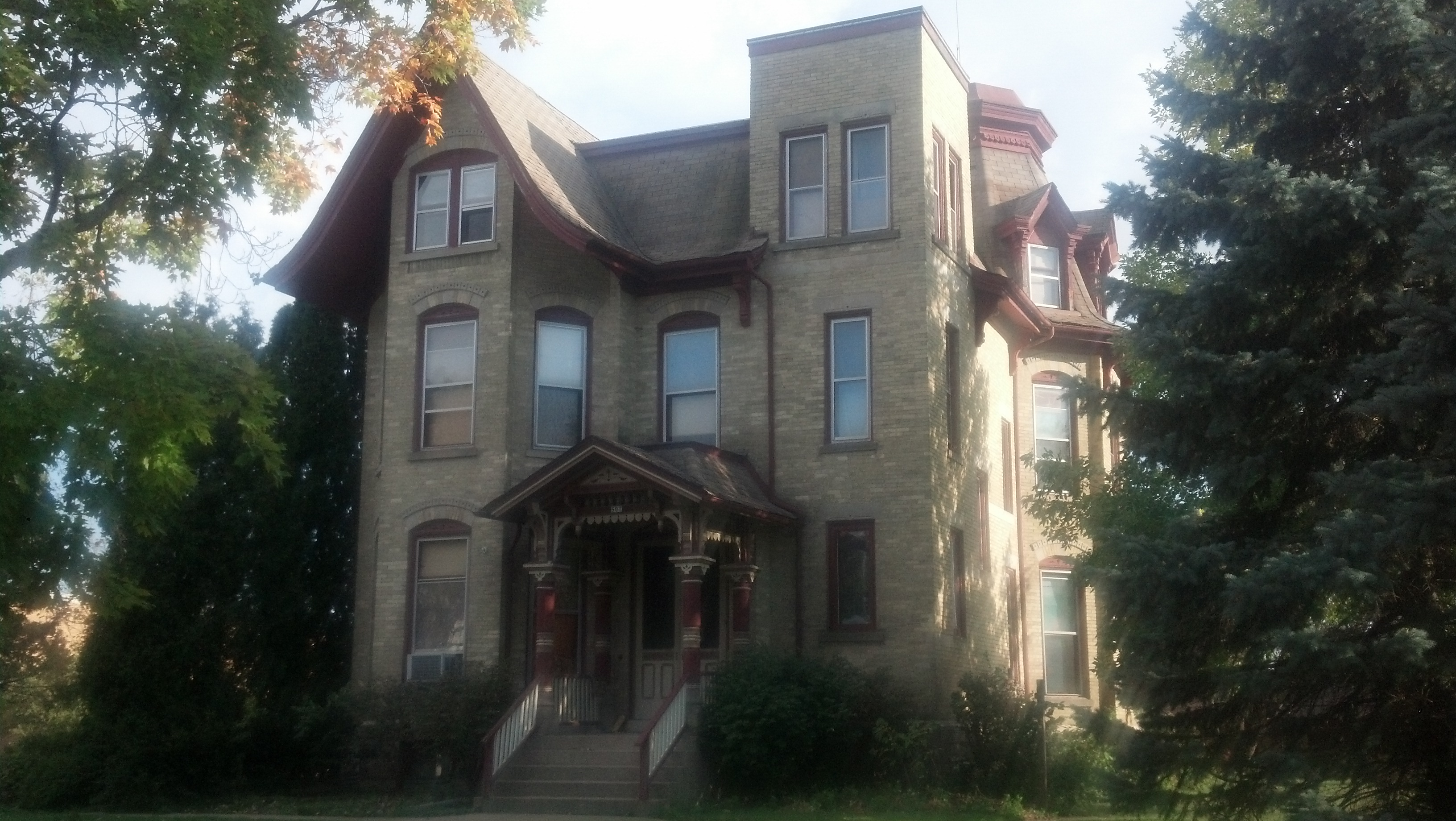
キャスパー・M・サンガー家。市では67ヶ所がアメリカ合衆国国家歴史登録財に登録されている。

市の包括的年間財務報告書2011年版によれば、市内の大きな雇用者は以下の通りである。
| 順位 | 雇用主                         | 従業員数 |
| ---- | ------------------------------ | -------- |
| 1    | GEヘルスケア                   | 3700     |
| 2    | ウォキショー記念病院           | 2126     |
| 3    | プロヘルス・ケア               | 2115     |
| 4    | ウォキショー学区               | 1876     |
| 5    | クーパー・パワーシステムズ     | 1500     |
| 6    | ウォキショー郡                 | 1376     |
| 7    | ジェネラック・パワーシステムズ | 1025     |
| 8    | Nissen Staffing Continuum      | 1000     |
| 9    | ウォキショー・エンジン         | 800      |
| 10   | ウォキショー・ヘルスシステム   | 734      |
| 11   | HUSCOインターナショナル        | 550      |

## 政治
2015年11月現在、ウォキショーの市長はショーン・レイリーが務めている。アメリカ合衆国下院ではジム・センセンブレナー（共和党）が、アメリカ合衆国上院ではロン・ジョンソン（共和党）とタミー・ボールドウィン（民主党）がそれぞれ選出されている。ウィスコンシン州議会上院ではポール・ファロー（共和党）が、ウィスコンシン州議会下院ではビル・クラマー（共和党）とアダム・ネイロン（共和党）がそれぞれ選出されている。

## 教育
ウォキショーには長老派教会系の私立大学である、キャロル大学がある。大学が設立されたのは1846年で、州内では最も歴史が長い。
キャロル大学はリベラル・アーツ・カレッジとしても、主に学士課程で60以上の分野を学べる。学生数は大学院生を含めて約3,400名である。
市の北西部には、ウィスコンシン大学システムに加盟している、2年制短期大学のウィスコンシン・ウォキショー大学がある。学生は学部課程を修了後、4年制大学に編入することもできる。
ウォキショー郡技術大学はダウンタウン地区にキャンパスがある。
市の中心部の丘には、アメリカで2校あるニュー・トライブス聖書学園のウォキショー校がある。学校は宗教団体のニュー・トライブス・ミッションによって運営されており、アメリカ国内での現場実習を含んだ4年間の宣教師訓練プログラムの一部も兼ねている。
ウォキショー教育学区は市とその周辺の自治体の一部を管轄している。市内ではウォキショー南高校、ウォキショー西高校、ウォキショー北高校、ハーヴェイ・フィリップ高校の4つの高校を運営している。他にもチャーター・スクールを2校、中学校を3校、小学校を14校運営している。
市にはウォキショー郡では唯一のカトリック系高校である、カトリック・メモリアル高校がある。また福音主義系の学校もウェスト・サバーバン・クリスチャン・アカデミー、ウォキショー・クリスチャン・アカデミーの2校がある。

## メディア
- ウォキショー・フリーマン（新聞） - コンリー出版グループ発行、1859年創刊
- ザ・ニュー・パースペクティブ（新聞） - キャロル大学発行、1874年創刊
- ザ・オブザーバー（新聞） - ウィスコンシン・ウォキショー大学発行、1978年創刊
- ウォキショーNOW（新聞・ニュース配信サイト） - ジャーナル・コミュニティ・出版グループ発行、2010年創刊
- Waukesha.Patch.com（ニュース配信サイト） - 2010年設立
- カルムバック・メディア（出版社） - 趣味関連雑誌類の発行（トレインズ、モデル・レイルローダー等）、1934年設立

## 表彰
- 2012年と2013年、ギブソン・ギター・コーポレーションはウォキショーを「ギター・タウン」に選出した[26][27]。
- 2012年、雑誌『マネー』の「アメリカ合衆国で住みたい場所100傑」で99位に挙げられた[28]。
- 2011年と2012年、アメリカズ・プロマイズ・アライアンスの「若者のためのコミュニティ100傑」に挙げられた[29][30]。
- 2011年、アメリカ公園・レクレーション協会はウォキショーに金メダル賞を授与した[31]。
- 2011年、ウィスコンシン図書館協会はウォキショー市立図書館を「ウィスコンシン・ライブラリー・オブ・ザ・イヤー」に指定した。

## 著名な人物
- ブラッド・バイアー - 俳優
- マイケル・リッチー - 映画監督
- レス・ポール - ギタリスト、発明家
- ヴァーナー・ヴィンジ - SF作家
- J・J・ワット - アメリカンフットボール選手